# Воробей (Кировская область)
Воробей — деревня в Юрьянском районе Кировской области в составе Ивановского сельского поселения.

## География
Находится на расстоянии примерно 4 километра на север-северо-восток от районного центра поселка Юрья.

## История
Известна с 1873 года, когда здесь было отмечено дворов 5 и жителей 34, в 1905 10 и 71, в 1926 15 и 80, в 1950 14 и 50 соответственно. В 1989 году оставалось 2 жителя .

## Население
Постоянное население  составляло 0 человека в 2002 году, 2 в 2010.